# Корнин, Джон
Джон Корнин (англ. John Cornyn; род. 2 февраля 1952, Хьюстон, Техас) — американский политик, сенатор США от штата Техас с 2002 года, член республиканской партии.

## Биография
Джон Корнин 3-й (John Cornyn III) родился в Хьюстоне, Техас, 2 февраля 1952 года, в семье полковника Военно-воздушных сил США Джона Корнина 2-го (John Cornyn II) и Этолин Гейл Дэнли (Atholene Gale Danley). Дядя по отцу — Уильям Стюарт Корнин (1906—1971), американский лингвист.
В 1973 году Джон Корнин окончил Техасский университет Тринити в Сан-Антонио, получив степень бакалавра искусств (B.A.), его специальностью была журналистика. В 1977 году он также получил степень J.D. (Juris Doctor) в школе права Техасского университета Сент-Мэри в Сан-Антонио, а в 1995 году — степень магистра права (LL.M.) в школе права Виргинского университета.
В 1984—1990 годах Джон Корнин работал районным судьёй округа Бэр (в Сан-Антонио). В 1990 году он был избран членом Верховного суда Техаса — на этой должности он проработал с 1990 по 1997 год. В 1998 году Джон Корнин победил на выборах Генерального прокурора Техаса и приступил к исполнению обязанностей 13 января 1999 года.
В 2002 году Корнин победил на выборах сенатора США от штата Техас. Корнин был кандидатом от республиканской партии, а его основным соперником был представитель демократической партии Рон Кёрк (Корнин набрал 55,3 % голосов, а Кёрк — 43,3 %).
Официально работа Корнина сенатором США началась со 2 декабря 2002 года. В 2008 году Корнин был переизбран на второй, в 2014 году — на третий, а в 2020 году — на четвёртый 6-летний срок, полномочия которого оканчиваются 3 января 2027 года.
Джон Корнин женат на Сэнди Хансен (Sandy Hansen), у них есть две дочери.